# André Poirson
Pour les articles homonymes, voir Poirson.
André Poirson, né le 27 juin 1920 à Moriville et mort le 30 octobre 2003 à Saint-Jorioz, est un peintre et sculpteur français.

## Biographie

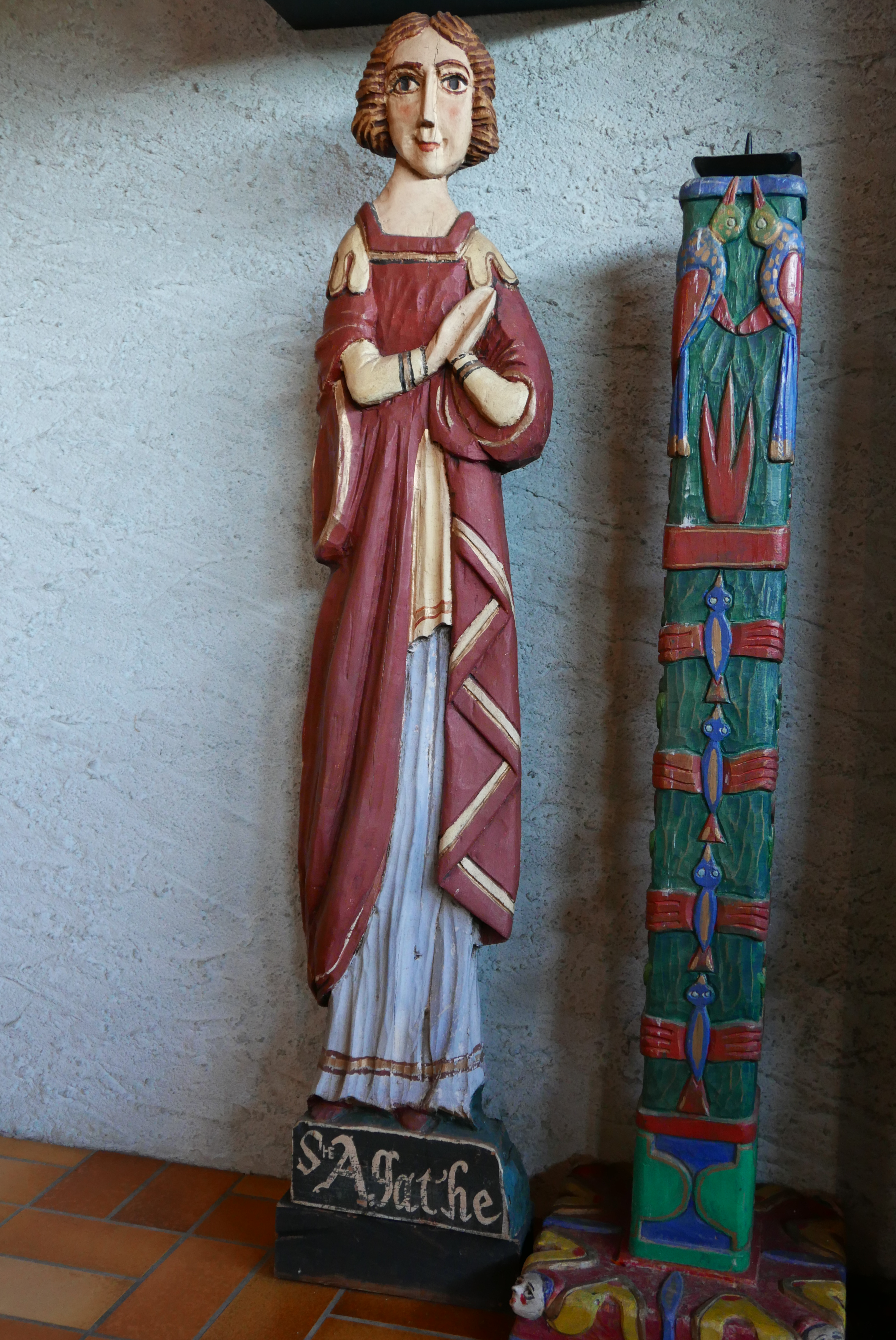
statue de Ste Agathe

Garde forestier comme son père et son grand-père, André Poirson est un artiste autodidacte. Mobilisé durant la Seconde Guerre mondiale, il devient ensuite forestier. La tuberculose lui fait quitter les Vosges en 1956 pour un séjour en sanatorium au plateau d'Assy qui lui fait découvrir les montagnes des Alpes. Il travaille ensuite en Provence où il sculpte le bois d'olivier abondant après des gelées  importantes. Un poste de garde-forestier à Morzine le ramène ensuite en Haute-Savoie, jusqu’à sa retraite à Saint-Jorioz, sur les bords du lac d'Annecy.

## Œuvre
Autodidacte, il est un excellent dessinateur, il réalise aussi de nombreux tableaux aux couleurs franches, mettant en scène des paysages, des scènes de cirque, des personnages colorés et les lacs d'Annecy et du Léman. Il est surtout connu pour ses sculptures. Il utilise une technique inspirée des sculptures en bois polychromes du Moyen Âge, avec un noyau en bois sur lequel est appliqué un enduis sur lequel il peint en couleurs. Certains oeuvres ne sont pas peintes.

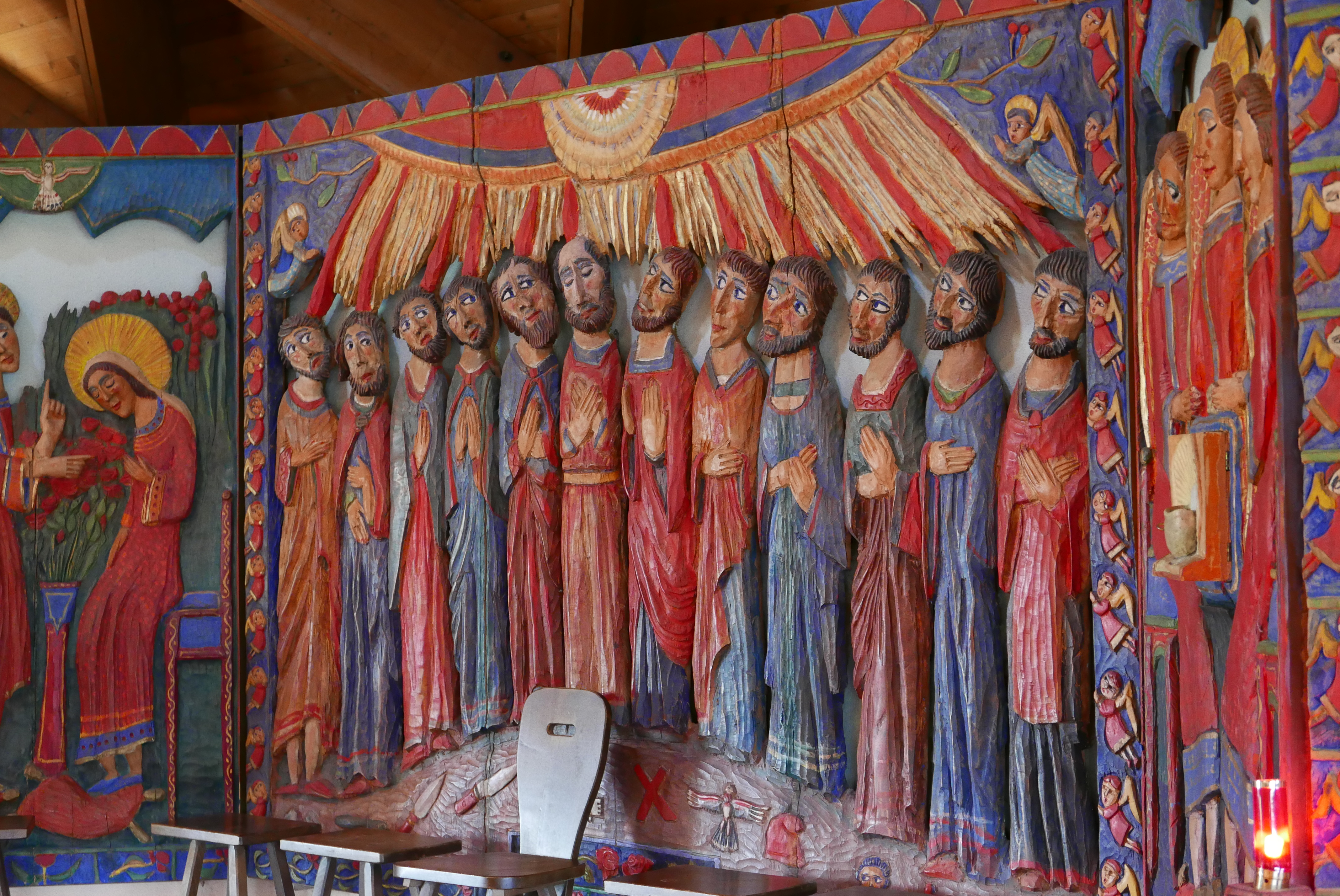
partie centrale du retable

Ses sculptures sont influencées par les Saintes Écritures, les saints, les anges et les animaux qui les accompagnent. Il est l'un des artistes collaborateurs de l'architecte Maurice Novarina. 
Une de ses réalisations les plus connues est la décoration de la chapelle de la Rencontre à Amphion-les-Bains, en Haute-Savoie, où il a composé un retable en cinq panneaux de bois polychrome de 10 m de long. Il représente entre autres, l'Annonciation, le Baptême de Jésus par Jean-Baptiste et les douze Apôtres. D'autres éléments sont un petit buffet d'orgue, un lutrin en forme d'aigle, un tabernacle, des chandeliers, des statues de Ste Agathe et St François de Sales et un grand Christ en Croix.
Ses œuvres ont été exposées à Thonon, Annecy, Evian avec une rétrospective à Talloires en 2007  et aux États-Unis.